# Clément Achard

Clément Achard en 2025

Clément Achard, né le 23 décembre 2005 à Grenoble, est un orateur et comédien français. 
Il fait ses premiers pas dans l'art oratoire au lycée de Vizille en 2022 en obtenant le titre de lauréat du concours d'éloquence inter-lycées face à l'établissement de La Mure. Il renouvellera son titre l'année suivante, remportant une nouvelle fois la victoire. Il poursuit son parcours en participant au concours Eloquentia Grenoble en 2024, où il termine premier. Son aventure continue en phases internationales du concours Eloquentia World, où il arrivera finaliste. Lors de la finale internationale 2025 à la Seine Musicale, il obtient le titre de deuxième plus grand orateur de la francophonie.
Clément Achard débute le théâtre à l'âge de six ans à Jarrie, et se forme notamment avec des stages aux Cours Florent. Depuis 2024, il est étudiant en BUT Carrières Juridiques au sein de l'Université Grenoble Alpes à Grenoble.
1. ↑  https://www.ledauphine.com/education/2022/05/26/concours-d-eloquence-des-lyceens-tres-performants
2. ↑  https://www.ledauphine.com/education/2023/06/05/isere-la-mure-vizille-des-lyceens-champions-d-eloquence
3. ↑  https://www.ledauphine.com/societe/2025/02/28/clement-achard-brigue-le-titre-de-meilleur-orateur
4. ↑  https://www.tf1info.fr/replay-lci/videos/video-les-matins-lci-du-samedi-15-mars-2025-96181-2359541.html#t=14m15s